# سکاکز

ساکز یا سکز یا سکاکز یا اسکیت نام شهری باستانی مربوط به هزاره اول قبل از میلاد است که در اتحاد اول سکاها با امپراتوری ماد، سکاها در این شهر سکونت نموده و آن را مرکز فرماندهی و پایتخت خود قرار داده و آن را ساکز نامیدند. این شهر قبل از سکاها و در زمان مادها اسکیت نام داشته‌است و به دلایل مختلف جغرافیایی و اجتماعی بعد از سکاها همچنان مرکز سکونت مردمان و تمدنهای مختلف بوده و نام ساکز بر روی آن باقی ماند. به اعتقاد باستان شناسانی همچون رومن گیرشمن شهر کنونی سقز باقیمانده شهر باستانی ساکز است که قدمت آن به بیش از سه هزار سال قبل از میلاد مسیح می‌رسد.

## تاریخ

### سکاها

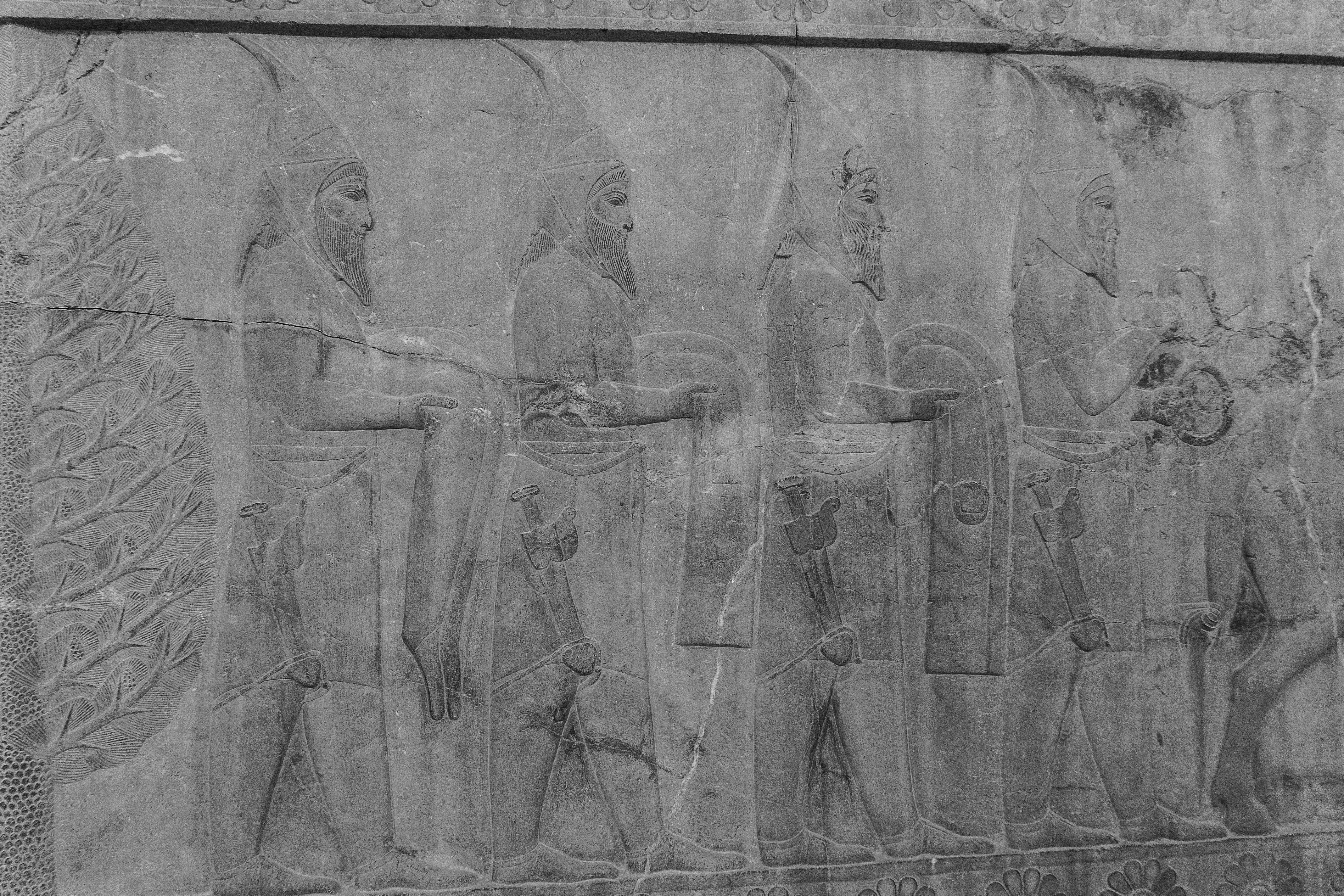
نقش برجسته هیئت سکایی در پلکان شرقی آپادانا

بر اساس آنچه که از منابع تاریخی و نوشته‌های مورخانی همچون هرودوت و همچنین کتیبه‌های آشوری به دست آمده‌است، سکاها مردمانی کوچ نشین و مهاجر بوده‌اند که در پهنه وسیعی از فلات مرکزی آسیا از مرزهای چین تا اروپای شرقی و اوکراین و نیز در نواحی شرق و غرب فلات ایران در حال کوچ بوده و سکونت داشته‌اند. سکاها مردمانی ایرانی‌تبار بوده که صدها سال قبل از امپراتوری هخامنشی تا زمان آن می‌زیسته‌اند. آنان مردمانی جنگجو بوده و گه‌گاه به سرزمین‌های همسایه خود یورش می‌بردند. سکاها از شاخه‌های نژاد هند و اروپایی بودند که همواره در تاریخ قدیم ایران خودنمایی می‌کردند. سکاها در زبان آشوری اشکوز نامیده می‌شدند و پارسیان و هندی‌ها آنان را سَکا می‌نامیدند. زبان سکایی باستان در معنی عام این اصطلاحات به گویش‌های ایرانی قبایل متعدد سکاها گفته می‌شود. از زبان سکایی باستان هیچ اثر مکتوبی تاکنون کشف نشده‌است. با این وجود در برخی منابع ایرانی، یونانی و آشوری شماری از واژگان سکایی باستان که عمدتاً نام‌های خاص هستند بر جای مانده‌است. سکاها، قومی ایرانی زبان بودند و با اقوام نخستین آریایی در فلات ایران، پیوند خونی داشتند. آنها کم و بیش، با مفهوم در اوستا و افسانه‌های حماسی ایرانی، تورانیان و توران یکی دانسته شده‌اند و در شاهنامه فردوسی به آنها اشاره شده‌است.
چنان‌که در شاهنامه اسفندیار خطاب به رستم می‌گوید:
| بدو گفت کای سگزی بدگمان |  | نشد سیر جانت ز تیر و کمان |

### دسته‌های سکاها

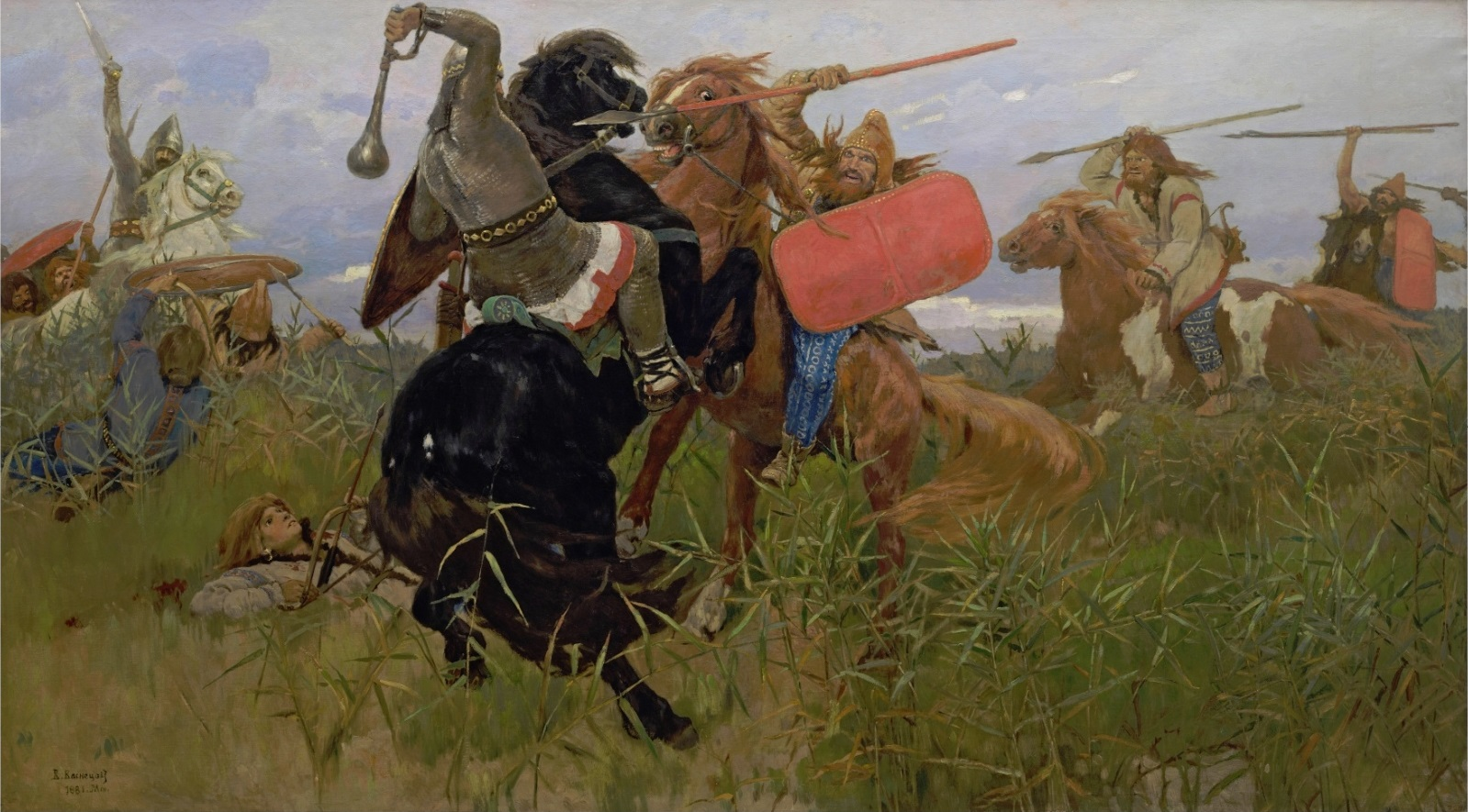
ناسیونالیسم رمانتیک: نبرد بین سکاها و اسلاوها (ویکتور واسنتسف، ۱۸۸۱)

سکاها از قبایل و دسته‌های مختلفی تشکیل شده بودند که سکاهای ساکن در فلات ایران چهار دسته بودند. سنگ‌نوشته بیستون از چهار دسته سکا یعنی سکا پَرَدرایه یا سکاهای آن سوی دریا، سکا تیگره‌خوده یا ماساژت یا ماورای سیحون، سکاهای هوم‌نوش یا ماورای جیحون و سکا پَرَسوغودَم یا آن سوی سغد نام می‌برد که این دسته آخر بعدها به سیستان مهاجرت کردند.

### جنگ با مادها
قبل از آغاز پادشاهی هوخشتره در امپراتوری ماد، سکاها به مرزهای این امپراتوری می‌تاختند. در یکی از این حمله‌ها ۲۷ سال بر قلمرو مادها استیلا پیدا نمودند. خبر تهاجم سکاها هووخشتره را ناچار کرد از نینوا بازگشته تا از کشور خود دفاع کند، شکست مادها در جنگ موجب شد سکاها به قدرت اول آسیا بدل شوند. از تاخت‌وتاز و غارت‌های آنان در کتاب ارمیا، از کتب مذهبی یهودیان، نیز یاد شده‌است. چند سال بعد، هووخشتره با کشتن رهبران سکاها موفق به شکست آنان شد.
پس از بازپس‌گیری قلمرو ماد و نیز آغاز پادشاهی هوخشتره، سکاها توسط جنگجویان ماد تار و مار شده و از مرزهای امپراتوری رانده شدند. اما جنگ مادها با آشوریان، هوخشتره را بر این داشت که با پادشاه سکاها پروتوثیس پیمان صلح بسته و با این اتحاد بر آشوریان غالب آید. این اتفاق در ده سال اول حکومت او انجام شد و سکاها با این پیمان در عمل در مادها انقیاد پیدا کرده و تبدیل به جزئی از آنها شدند. هوخشتره پس از انقیاد سکاها در ماد، گروهی از سکاها را به غرب ماد کوچ داده و این سرزمین را به نام آنان سکز یا ساکز خواند.

### جنگ با هخامنشیان

نقشه مبارزات داریوش با سکاها

در اویل دوران هخامنشیان درگیری‌های مرزی با سکاها ادامه داشت. در یکی از همین درگیری‌های مرزی کورش بزرگ بنیان‌گذار هخامنشیان در نبردی با گروهی از سکاهای خاوری به نام ماساژت‌ها در منطقه خیوه به سال ۵۲۹ پیش از میلاد کشته شد. بعدها داریوش بزرگ دیگر پادشاه هخامنشی درسال ۵۱۲–۵۱۴ پ. م برای تنبیه سکاها تا مرکز اروپا و حدود مولداوی امروزی پیشروی کرد و این لشکرکشی داریوش بر علیه سکاها در تاریخ کم نظیراست. هرودوت نقل می‌کند که سکاها از راهکار کوچ‌نشینان استفاده کردند و در عوض رویارویی و جنگیدن با سپاه هخامنشی گریختند.

## سیستم شهری

### آغاز سکونتگاه‌ها

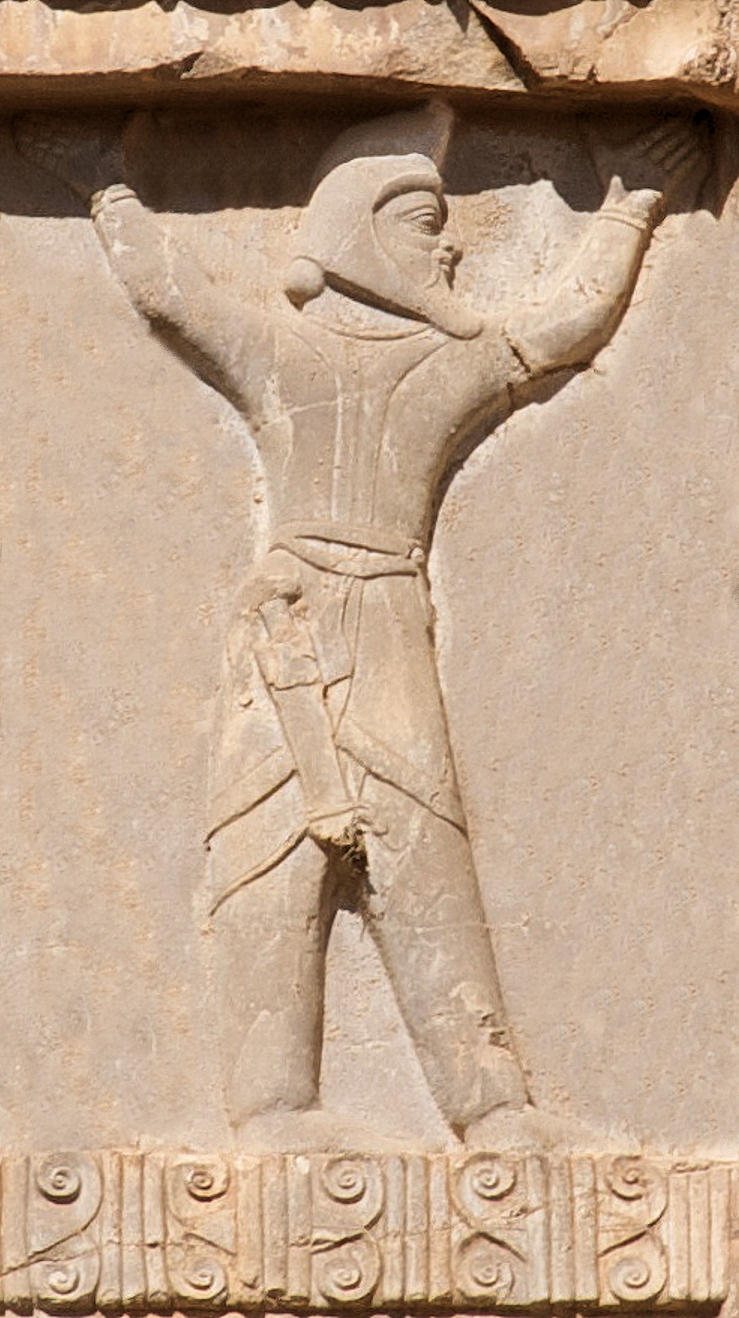
خشایارشا جزئیات سرباز سکایی ارتش هخامنشی را شرح می‌دهد

تاریخ شهرنشینی در ایران را می‌توان به سه دوره تقسیم کرد:
- دورهٔ نخست، از شکل‌گیری شهرهای نخستین تا سقوط امپراتوری ساسانی، یعنی از هزارهٔ سوم پیش از میلاد تا سال ۶۴۱ میلادی که در اینجا ما از عنوان «شهر باستانی» برای آن استفاده خواهیم کرد.
- دورهٔ دوم، از شکل‌گیری شهرهای اولیهٔ اسلامی تا پایان دورهٔ قاجار، یعنی از سال ۶۴۱ تا ۱۹۲۵ میلادی که در اینجا ما از عنوان «شهرهای اسلامی» از آن سخن خواهیم گفت.
- دورهٔ سوم، از شکل‌گیری دولت پهلوی در سال ۱۹۲۵ تا امروز که در اینجا با عنوان «شهر جدید (خدماتی و صنعتی)» به آن اشاره خواهیم کرد.

در دوران طولانی میان سالهای ۹۰۰۰ تا ۷۰۰۰ قبل از میلاد، شهرنشینی در غرب ایران و مناطق کوهستانی زاگرس به گونه ای بوده‌است که در نقاطی که شرایط محیطی اجازه می‌داد، انسان به کمک چوب برای شخم زدن و با روش کشاورزی آیش که شاید نخستین کوشش آگاهانه در استفاده از زمین بود، سعی در تهیه غذا و سکونت دراز مدت داشته‌است.
زاگرس مرتفع اقامتگاهی طبیعی برای گروه‌های اجتماعی اولیه بوده‌است این مناطق نمی‌توانست برای رشد دانه‌های وحشی غلات، مکان مناسبی باشد. افزایش جمعیت در مناطق مرتفع زاگرس موجب گردید تا گروه‌هایی از مردم منطقه اقدام به مهاجرت به دره‌های پست زاگرس نمایند جاییکه مناسب کشت غلات بود. در آن دره‌ها تجارت خود را در زمینه کشاورزی بکار گرفتند. این مرحله را باید آغاز کشاورزی دائمی دانست. زندگی در دره‌ها با امتیازاتی که به لحاظ کشاورزی دارا بود پس از مدت زمان کوتاه رشد قابل ملاحظه جمعیت را بدنبال داشت. این رشد جمعیت را آشکارا می‌توان در افزایش شمار محوطه‌های مسکونی در طول نیمه دوم هزاره ششم در منطقه مشاهده کرد.
شهرنشینی به معنای واقعی در ایران قبل از هخامنشیان و در دوران حکومت ماد و سکاها شروع شد. مادها برای مقابله با تهاجمات آشوری‌ها نیاز به تمرکز سیاسی و نظامی برای افزایش قدرت مقابله در برابر آنها داشتند. بدین ترتیب شهرها گسترده‌تر و پیشرفته تر از قبل ساخته شدند.

### بافت شهری

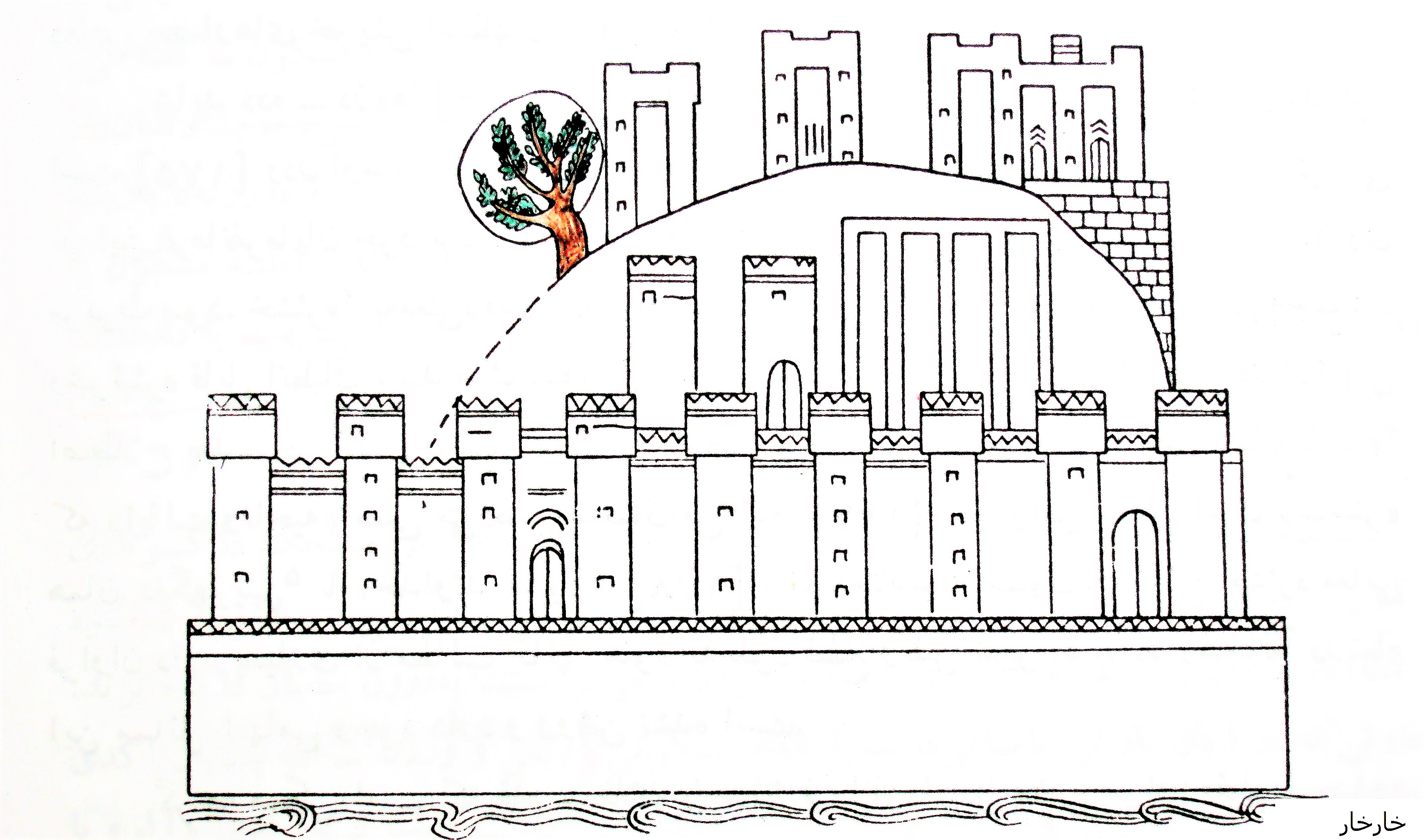
نمونه یک دژ دوران ماد و سکاها، دژ مادی خارخار از روی نقش برجسته آشوری دور-شاروکین

تمدن‌های مختلف با وجود جنگ‌های بی پایان از یکدیگر تأثیر پذیرفته و عناصر فرهنگی خود از جمله معماری و شهر سازی را تکامل می‌بخشیدند. به نظر می‌رسد که هنر تصویری مادی تحت تأثیر بابلی‌ها و آشوری‌ها، مهرتراش‌ها و کاتب‌های ایلامی قرار گرفته‌است و به همین منوال سکاها و مادها بر یکدیگر تأثیر گذاشته‌اند. در قسمت پیشه‌ها هنرنمایی بر مفرغ و آهن به درجهٔ عالی رسیده بود. به ویژه مصنوعات هنری مفرغی، سنگتراشی و صنعت سفالینه‌سازی و محتملا نساجی پیشرفت کرده بود. تزئینات گوناگونی که بر ظروف سفالی آن روزگار دیده می‌شود چنین نشان می‌دهد که مادها و سکاها بر منسوجات نیز نقوش زیبای مزبور را به کار می‌برده‌اند.

#### قلعه ها
در اواخر سدهٔ هشتم پیش از میلاد مادها در ایران غربی گرد هم جمع شده، نیرو گرفتند و با آشوریان که به آن‌ها یورش برده بودند، جنگیدند و طی جنگ‌هایی که حدود یکصد سال به طول انجامید آنان را شکست دادند و دولتی بنیان نهادند که ۱۲۰ سال فرمانروایی نمود. این اولین حکومت بزرگ در ایران باستان بود که زمینه را برای سکونت دائم و ساخت بناها و شهرها فراهم نمود. سکونت دائمی در بخش غربی ایران باستان و تأثیرپذیری از تمدن‌های دیگر و نیز باورهای دینی و اهورایی زمان خود منجر به ساخت معابد، آتشکدهها و بناهای نظامی و قلعهها و دژهای مختلف به‌طور متعدد گردید. بطوریکه آثار آن در زمان معاصر نیز موجود و به ثبت ملی رسیده‌است.
قلعه یا دژ به معنی استحکامی بوده که در اطراف شهرها ساخته می شده است. در گذشته از قلعه استفاده های متعددی صورت می گرفته، مثلا در هنگام جنگ به عنوان قلعه دفاعی و مردم تا زمانیکه بیم حمله دشمن وجود داشته در درون قلعه می ماندند و معمولا در درون آن آذوقه زندگی برای چندین ماه موجود بود .برای محافظت از ساختمان و قسمت های مختلف قلعه بارو ساخته می شده است. اولین قلعه های تاریخ ایران باستان مربوط به دوران تشکیل حکومت مادها می باشد
به گونه ای شهرها از قلعه و باروهای بزرگ ساخته می‌شدند. مقر اصلی نیروهای نظامی و فرماندهی بر روی تپه‌های مرتفع مجاور سکونتگاه‌ها بنا می‌شدند. به همین دلیل امروزه شاهد وجود بقایای تعداد زیادی از این گونه تپه قلعه‌ها در محدوده شهرهای غرب ایران و بالاخص شهر سقز می‌باشیم که بیشتر آنها ثبت ملی شده‌اند.

#### عمارت ها و بناهای مذهبی
بناهای مذهبی و معابد یافته شده در سکونت‌گاه‌های مادها و نیز نام‌های خاص مادی که با اسامی دینی آریایی ترکیب شده‌اند مانند:
مزداکو (Mazdakku)، باگپارنا (Bagparna)، اوراپارنو (Auraparnu)، آرتاسیارو (Artasiraru)، بگداتی (Bagdatti)، باگماشدا (Bagmashda)
به آشکارا تعلق مذهبی قوم ماد و سکا را به اندیشه‌ها و آیین‌های دینی هندوایرانی، آریایی و زرتشتی نشان می‌دهد. نام شاهان و سرداران ماد که در متون آشوری و یونانی و پارسی باستان ذکر گردیده‌اند مانند: فْرَوَرتی، اوُوَخْشَترَ، اَرشْتْی‌وَییگَ، شیدیرپَرنَ، تَخمَ‌سپادَ و غیره همگی به‌آشکارا «آریایی» هستند.
این روند بعد از انقیاد سکاها در مادها ادامه یافت و این فرهنگ تمدن آریایی بود که شکل و ترکیب عناصر شهری را تشکیل می‌داد.
در زمان سکاها سنگ و چوب و آهک مصالح اصلی ساخت ساختمان در سکونتگاه‌های دائمی زاگرس را تشکیل می‌دادند. ستون‌های اصلی در عمارت‌ها، قلعه‌های بزرگ، آتشکده‌ها و معابد با سنگ‌های تراشیده شده ساخته شده بودند. تکامل این سبک معماری در هگمتانه و بعدها در زمان هخامنشیان و تخت جمشید به خوبی نمایان است و ساخت این شهر بزرگ تحت تأثیر هنر مادها و سکاها بوده‌است.

#### گوردخمه ها
همچنین از دوره سکاها و مادها دخمه‌هایی یافت شده‌است که آرامگاه شاهان و بزرگان مادی و سکایی است. که در دل کوه‌ها جای دارند. آنها برای ساختن بناها از قیر طبیعی استفاده می‌کردند. باستان شناسان در تپه گیان گورستان سیلک و گنجینه زیویه آثار فلزی و سفالی کشف کرده‌اند که همگی نشانگر ذوق و سلیقه و مهارت آنان در زمینه هنر و صنعت است. همچنین هنرنمایی بر مفرغ و آهن، سنگ‌تراشی، سفال سازی و نساجی پیشرفت فراوانی کرده بودند.

## آثار به دست آمده
هزاران قطعه آثار باستانی از جنس سفال، آهن و طلا و سایر فلزات به همراه بقایای مانده از ده‌ها قلعه و دژ نظامی و آتشکده‌ها و گوردخمه‌ها از جمله آثاری است که در دهه‌های گذشته کشف و به دست آمده‌است که تعدادی زیادی از آنها به سرقت رفته و تعدادی نیز در موزه‌های داخلی و موزه‌های بزرگ خارجی نگهداری می‌شوند. از مهمترین آثار بر جای مانده می‌توان به قلعه‌های باستانی زیویه، کوشکله، گل تپه و نیز گنجینه بزرگ زیویه اشاره نمود.

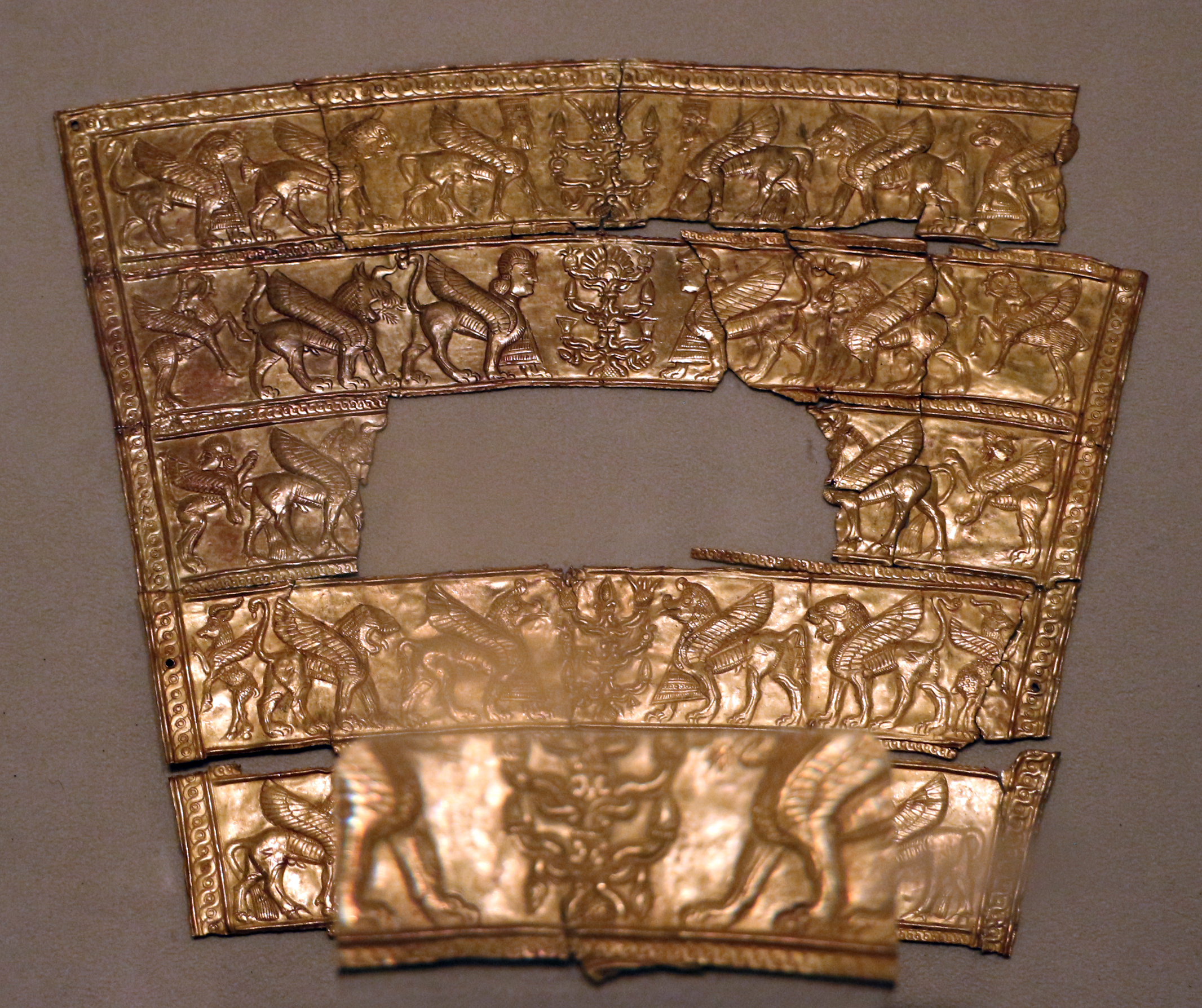
پلاکی با نقوش برجسته از قلعه زیویه

نمونه‌هایی از قلعه‌های ثبت شده عبارتند از:
| ردیف | نام                          | شماره ثبت | تاریخ ثبت |
| ---- | ---------------------------- | --------- | --------- |
| ۱    | تپه قلعه اسلام‌آباد           | ۶۸۵۰      | ۱۳۸۱      |
| ۲    | تپه قلعه پشت روستای خوشقشلاق | ۱۰۰۶۶     | ۱۳۸۲      |
| ۳    | تپه قلعه پولاد بگ            | ۱۰۰۸۳     | ۱۳۸۰      |
| ۴    | تپه قلعه پیر یونس            | ۶۸۹۵      | ۱۳۸۱      |
| ۵    | تپه قلعه توان                | ۱۰۰۶۷     | ۱۳۸۰      |
| ۶    | تپه قلعه چوملو               | ۴۰۱۵      | ۱۳۸۰      |
| ۷    | تپه قلعه زیویه               | ۴۰۱۸      | ۱۳۸۰      |
| ۸    | قلعه برزان                   | ۵۱۲۸      | ۱۳۸۰      |
| ۹    | قلعه زیویه                   | ۷۶۲       | ۱۳۴۶      |
| ۱۰   | قلعه قیلسون                  | ۵۰۹۳      | ۱۳۸۰      |
| ۱۱   | قلعه کند لان                 | ۶۸۴۳      | ۱۳۸۱      |
| ۱۲   | قلعه کهنه (کمنتو)            | ۵۱۰۷      | ۱۳۸۰      |
| ۱۳   | قلعه هفت وانان               | ۶۸۴۰      | ۱۳۸۱      |
| 14   | گوردخمه قلعه‌گاه              | ۹۶۴۳      | ۱۳۸۲      |

## جستارهای ویژه
- بارتاتوآ
- سکاها
- مادها
- شهرهای باستانی ایران